# Кубок Уельсу з футболу 2011—2012
Кубок Уельсу з футболу 2011–2012 — 125-й розіграш кубкового футбольного турніру в Уельсі. Титул втретє здобув клуб Нью-Сейнтс.

## Календар
| Раунд                        | Дата                         | Матчі | Клуби     |
| ---------------------------- | ---------------------------- | ----- | --------- |
| Перший кваліфікаційний раунд | 13-20 серпня 2011            | 64    | 190 → 126 |
| Другий кваліфікаційний раунд | 3 вересня 2011               | 40    | 126 → 86  |
| Перший раунд                 | 28 вересня - 1 жовтня 2011   | 36    | 86 → 50   |
| Другий раунд                 | 4-5 листопада 2011           | 18    | 50 → 32   |
| 1/16 фіналу                  | 30 листопада - 4 грудня 2011 | 16    | 32 → 16   |
| 1/8 фіналу                   | 28 січня 2012                | 8     | 16 → 8    |
| 1/4 фіналу                   | 25 лютого 2012               | 4     | 8 → 4     |
| 1/2 фіналу                   | 31 березня 2012              | 2     | 4 → 2     |
| Фінал                        | 5 травня 2012                | 1     | 2 → 1     |

## 1/16 фіналу
| Команда 1             | Рахунок         | Команда 2                 |
| --------------------- | --------------- | ------------------------- |
| 30 листопада 2011     |                 |                           |
| Ньюпорт Каунті        | 3:2             | Баррі Таун                |
| 2 грудня 2011         |                 |                           |
| Кармартен Таун        | 2:1             | Брідженд Таун             |
| 3 грудня 2011         |                 |                           |
| Порт                  | 0:0 дч пен. 4:3 | Кембріан-енд-Клайдеч-Вейл |
| Кефн                  | 1:6             | Аберіствіт Таун           |
| Мертир Сейнтс         | 0:6             | Бала Таун                 |
| Флінт Таун Юнайтед    | 4:0             | Ньюпорт Цивіл Сервіс      |
| Нью-Сейнтс            | 6:0             | Бринтіріон Атлетік        |
| Рексем                | 1:2 дч          | Ейрбас                    |
| Кайрус                | 0:1             | Лландидно Таун            |
| Баклі Таун            | 4:3             | Таффс Велл                |
| Ньютаун               | 1:2 дч          | Ріл                       |
| Бангор Сіті           | 2:4             | Лланеллі                  |
| Коннаг'с Куей Номандс | 1:2             | Кевн Друїдс               |
| Престатін Таун        | 6:2             | Гойтр Юнайтед             |
| 4 грудня 2011         |                 |                           |
| Порт-Толбот Таун      | 0:1             | Аван Лідо                 |
| Ніт                   | 4:0             | Вест Енд                  |

## 1/8 фіналу
| Команда 1          | Рахунок         | Команда 2      |
| ------------------ | --------------- | -------------- |
| 28 січня 2012      |                 |                |
| Кармартен Таун     | 3:1 дч          | Порт           |
| Аван Лідо          | 2:2 дч пен. 4:5 | Ейрбас         |
| Баклі Таун         | 2:4 дч          | Бала Таун      |
| Флінт Таун Юнайтед | 1:3             | Ніт            |
| Аберіствіт Таун    | 1:1 дч пен. 5:4 | Лландидно Таун |
| Нью-Сейнтс         | 4:0             | Ньюпорт Каунті |
| Престатін Таун     | 0:2             | Кевн Друїдс    |
| Ріл                | 3:3 дч пен. 4:5 | Лланеллі       |

## 1/4 фіналу
| Команда 1       | Рахунок         | Команда 2      |
| --------------- | --------------- | -------------- |
| 25 лютого 2012  |                 |                |
| Нью-Сейнтс      | 1:0             | Ніт            |
| Бала Таун       | 1:1 дч пен. 5:4 | Лланеллі       |
| Ейрбас          | 3:1             | Кармартен Таун |
| Аберіствіт Таун | 0:1             | Кевн Друїдс    |

## 1/2 фіналу
| Команда 1       | Рахунок | Команда 2   |
| --------------- | ------- | ----------- |
| 31 березня 2012 |         |             |
| Ейрбас          | 1:4     | Кевн Друїдс |
| Бала Таун       | 0:4     | Нью-Сейнтс  |

## Фінал
| 5 травня 2012 16:00 (EEST) |

| Кевн Друїдс | 0:2      | Нью-Сейнтс                 |
| ----------- | -------- | -------------------------- |
|             | Протокол | Дрейпер 14' Дарлінгтон 15' |

| «Нантпорт», Бангор Глядачів: 731 Арбітр: Кевін Перрі |